# Cumbre entre Corea del Norte y Rusia de 2024
La cumbre entre Corea del Norte y Rusia fue una reunión realizada los días 18 y 19 de junio de 2024 entre las máximas autoridades ejecutivas de la Federación Rusa y la República Popular Democrática de Corea (RPDC), por parte de Rusia el presidente Vladímir Putin y el líder supremo de Corea del Norte, Kim Jong-un. Este fue el primer viaje del presidente ruso a Corea del Norte desde 2000. Durante la visita tuvieron lugar negociaciones ruso-norcoreanas, como resultado de las cuales ambos líderes firmaron un Acuerdo de Asociación Estratégica Integral, que incluía una cláusula de defensa mutua.

## Antecedentes
El 12 de septiembre de 2023 Kim Jong-un arribó en tren a Jasán, en el Krai de Primorie (Rusia) en su segundo viaje oficial a Rusia desde que tomó posesión del cargo en 2011, allí fue recibido y se reunió con el ministro de Recursos Nacionales y Medio Ambiente de Rusia y presidente de la comisión intergubernamental de ambos países, Aleksandr Kozlov, y el gobernador del Krai de Primorie, Oleg Kozhemiako.

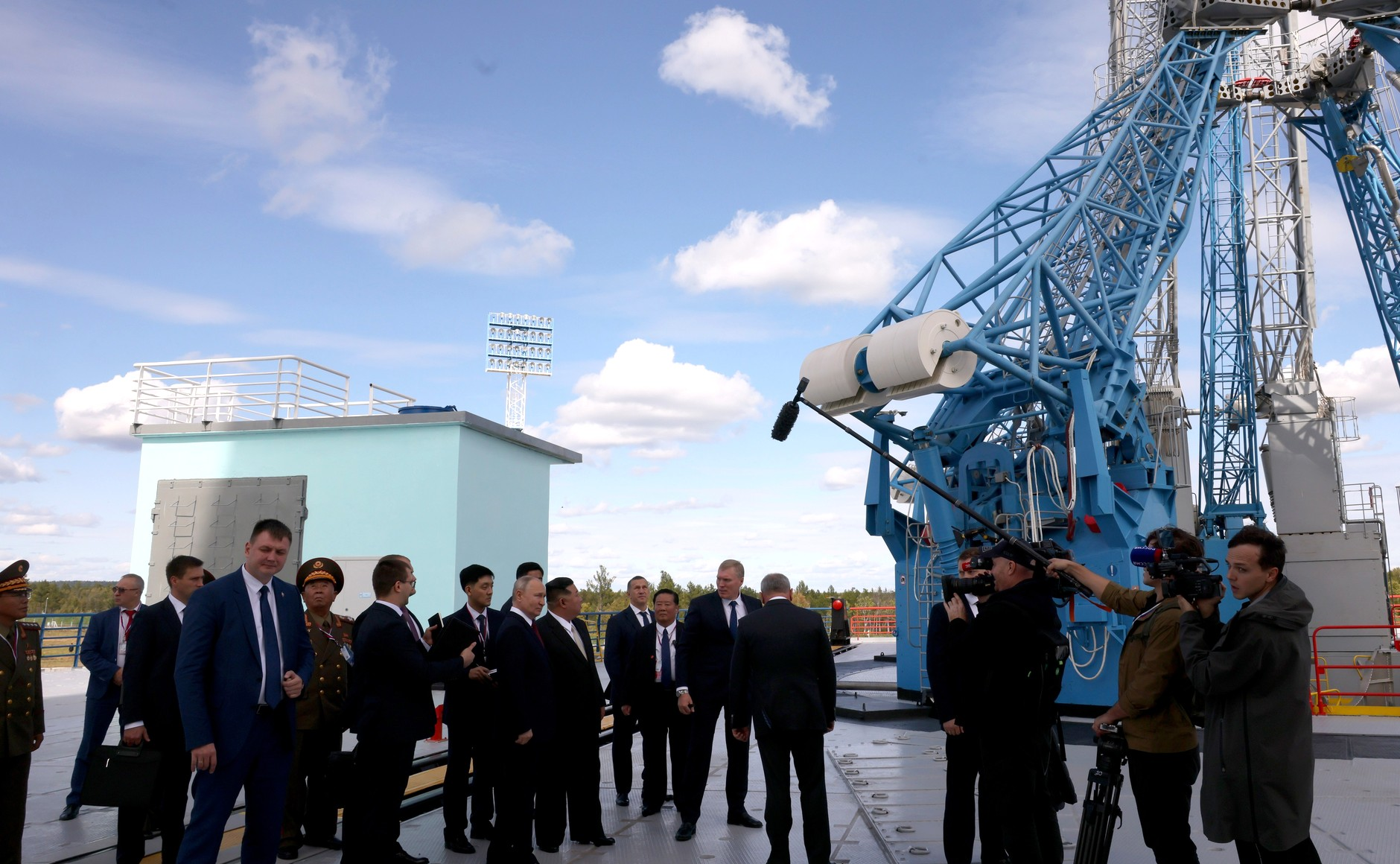
Visita de Kim Jong-un y Vladímir Putin al cosmódromo Vostochn en septiembre de 2023

Posteriormente, el día 13 de septiembre, se dirigió al cosmódromo Vostochni, donde se reunió con Putin. Después  el líder ruso le dio una gira a Kim por las instalaciones del puerto espacial. Después de la reunión, Kim visitó una planta de fabricación de aviones de combate avanzados, en la ciudad de Komsomolsk del Amur en Rusia el 15 de septiembre. El 16 de septiembre de 2023, Kim visitó el Teatro Mariinsky de Vladivostok, donde vio La Bella Durmiente de Piotr Ilich Chaikovski. También visitó la Universidad Federal del Extremo Oriente el 17 de septiembre, así como el Oceanario de Primore. El viaje de Kim concluyó ese día.
Durante la visita el presidente de Rusia, Vladímir Putin, aceptó una invitación del líder norcoreano, Kim Jong-un, para visitar Corea del Norte. El 17 de junio de 2024, el Kremlin confirmó en un comunicado que Putin realizará una «amistosa visita de Estado» a Pionyang a invitación del líder norcoreano, Kim Jong-un.
La víspera del viaje, el periódico oficial norcoreano Rodong Sinmun publicó un artículo del presidente ruso bajo el título «Rusia y la República Popular Democrática de Corea: tradiciones de amistad y cooperación a través de los años». En él, Vladímir Putin destacó la ayuda de la URSS para fortalecer el régimen comunista establecido después de la Segunda Guerra Mundial en el norte de Corea; criticó a Estados Unidos por intentar imponer una dictadura neocolonial en el mundo; expresó su agradecimiento por el apoyo de Corea del Norte en la realización de la «operación militar especial».

## Visita

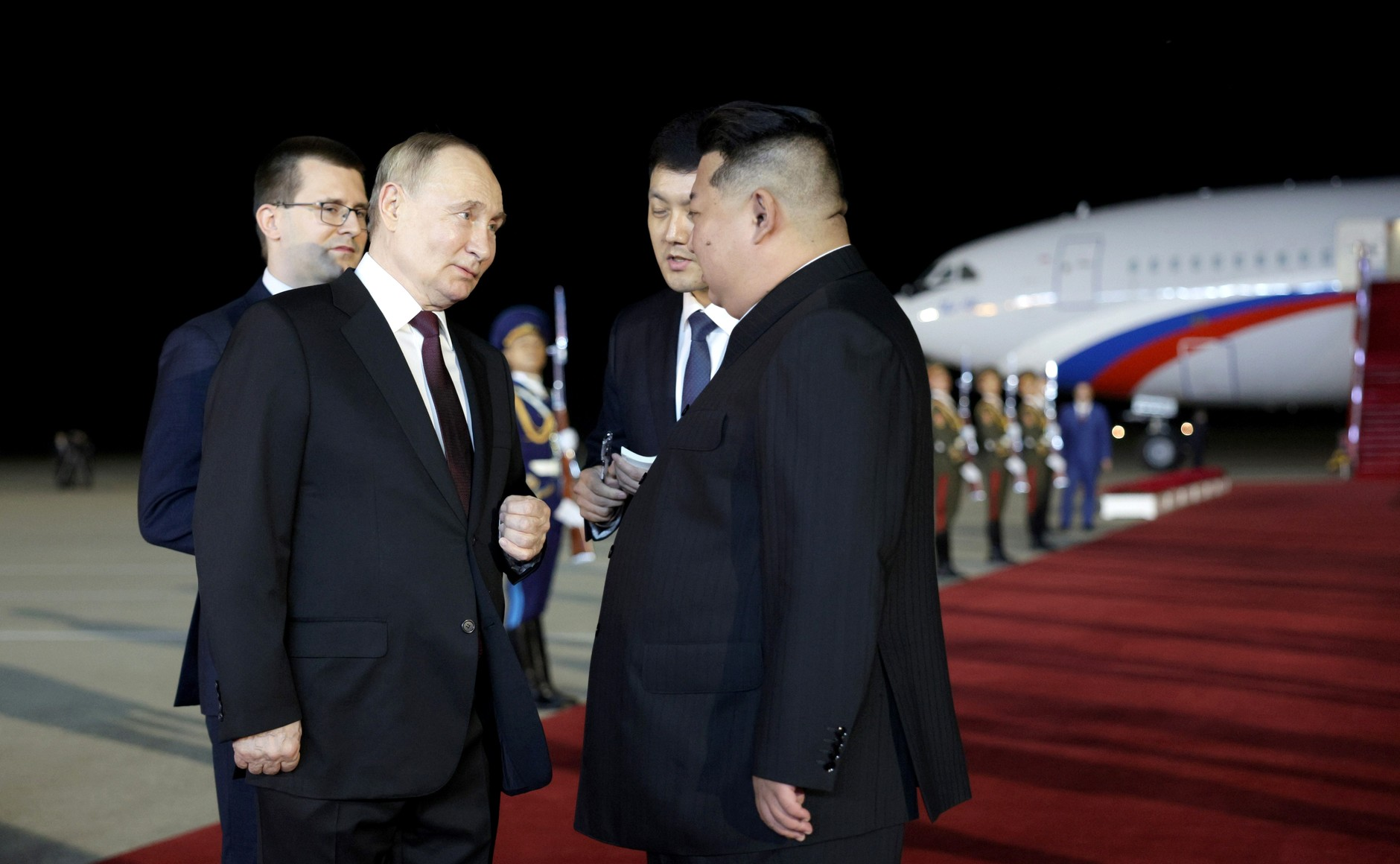
Kim Jong-un saluda a Vladímir Putin a su llegada al aeropuerto de Piongyang el 18 de junio de 2024

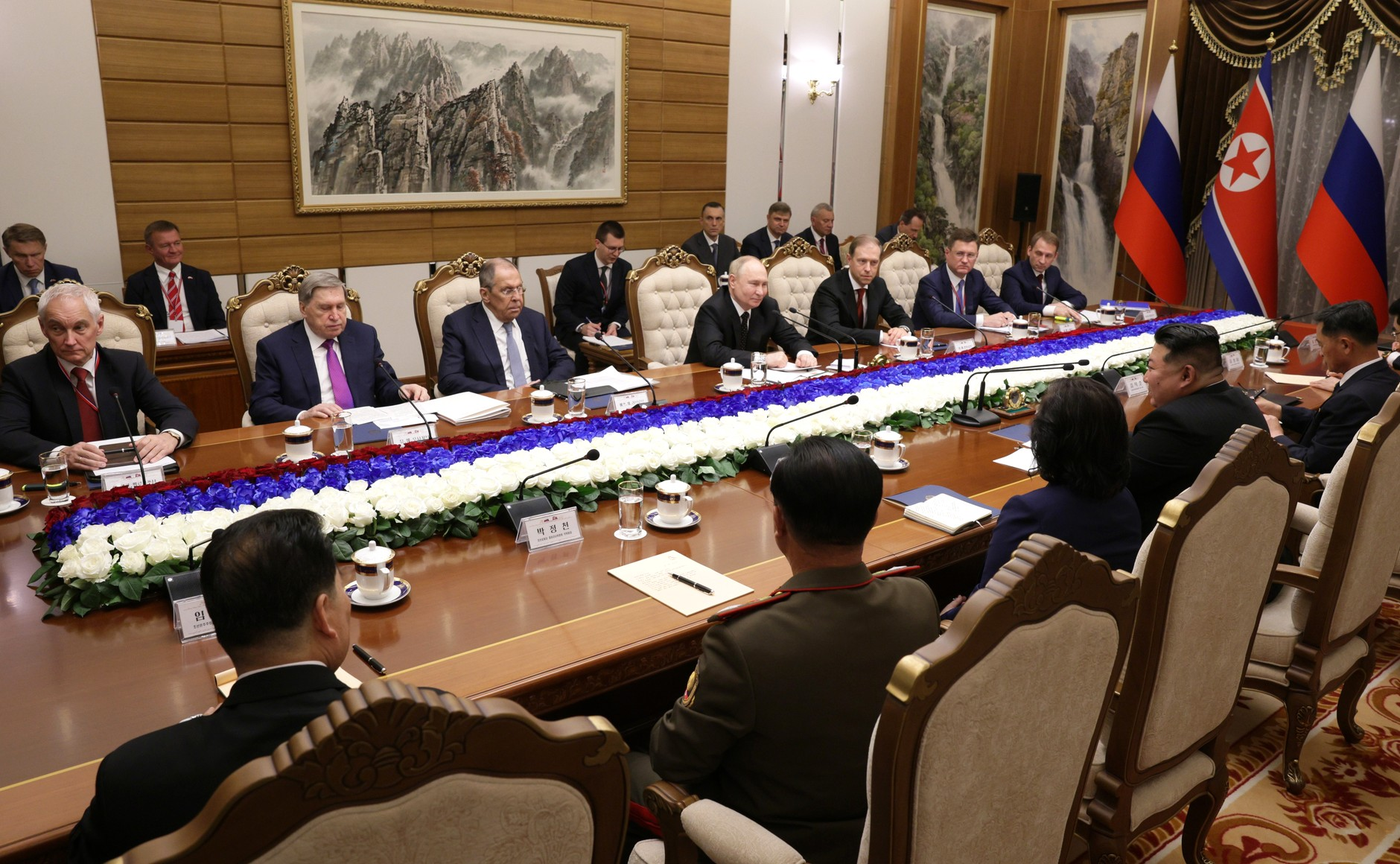
Reunión entre la delegación rusa y norcoreana durante la visita del presidente ruso a Corea del Norte en junio de 2024.

El 18 de junio de 2024 el avión del presidente Putin aterrizó en el Aeropuerto Internacional de Sunan, el principal aeropuerto de Pionyang (Corea del Norte), donde fue recibido personalmente al pie de las escalinatas por Kim, después ambos avanzaron por la alfombra roja escoltada por una guardia de honor integrada por efectivos de los tres ejércitos norcoreanos, Después de los saludos protocolarios y de una breve charla, ambos mandatarios subieron a un coche oficial, un Aurus ruso y se dirigieron al Palacio de Invitados de Kumsusan, donde durmió el mandatario ruso.
Como parte de la delegación rusa, Vladímir Putin estuvo acompañado por el vice primerministro Denis Manturov, el vice primerministro Alexander Novak, el ministro de Defensa Andréi Beloúsov y el ministro de Asuntos Exteriores Serguéi Lavrov. La ceremonia oficial de bienvenida al dignatario ruso tuvo lugar al día siguiente en el centro de Piongyang, en la plaza Kim Il-sung. El vídeo oficial mostraba a una multitud jubilosa con banderas de los dos países y flores, una alfombra roja y enormes retratos de los líderes de los dos estados. Las negociaciones entre las dos delegaciones tuvieron lugar en la residencia de Kumsuan y duraron más de 10 horas.
Kim Jong-un calificó el acuerdo firmado como pacífico, de naturaleza puramente defensiva y declaró su pleno apoyo a la invasión rusa de Ucrania. Según afirmó, ambos países están entrando en un período de florecimiento de relaciones que se han vuelto más estrechas que las relaciones entre Corea del Norte y la URSS. Kim llamó a Vladímir Putin el amigo más querido del pueblo coreano. Por su parte el presidente ruso afirmó que Rusia «aprecia el apoyo constante e inquebrantable de la República Popular Democrática de Corea a las políticas rusas, incluyendo lo que se refiere a Ucrania».
El miércoles 19 de junio, el mandatario norcoreano otorgó a Putin la Orden de Kim Il-sung, la máxima orden del país. Putin concluyó su visita de Estado la noche del miércoles. Kim y otros altos funcionarios norcoreanos despidieron al presidente ruso en el Aeropuerto Internacional de Piongyang.
Al finalizar su visita de Estado, Putin visitó Vietnam, donde se reunió con algunos de los principales líderes del país como el secretario general del Comité Central del Partido Comunista, Nguyen Phu Trong; el presidente del país, Tô Lâm; y el primer ministro, Pham Minh Tinh, entre otros.

## Acuerdo de Asociación Estratégica
Como resultado de las negociaciones, se firmó un «Acuerdo de Asociación Estratégica Integral» entre los dos países, que incluía una cláusula de defensa mutua en caso de agresión. Según una declaración de Vladímir Putin, el documento no excluye el desarrollo de la cooperación técnico-militar con Corea del Norte y prevé la prestación de asistencia mutua en caso de agresión contra una de las partes. El nuevo acuerdo reemplaza al Tratado de Asistencia Mutua de 1961, el Tratado de Amistad y Buena Vecindad del 2000 y las declaraciones posteriores firmadas en 2000 y 2001.
Según informes de los medios norcoreanos, en caso de guerra, ambas partes deben utilizar todos los medios disponibles para proporcionar asistencia militar inmediata en caso de guerra contra una de las partes. El documento establece que las acciones de los países deben cumplir con las leyes tanto de Rusia como de Corea, así como con el Artículo 51 de la Carta de la ONU. Kim afirmó que el acuerdo elevaba las relaciones bilaterales al nivel de una alianza.  Por su parte el líder ruso dijo que el tratado es un «documento de avance real» que permitirá elevar la cooperación entre los dos países a un nuevo nivel. El acuerdo también prevé el desarrollo de vínculos económicos entre los dos países.
La cláusula de defensa mutua es similar al artículo 5 del Tratado del Atlántico Norte que establece que si uno de los Estados miembros de la OTAN sufre un ataque, el resto le ayudará tomando «las medidas que juzguen necesarias», incluyendo «el empleo de la fuerza armada».
El acuerdo fue ratificado por el Consejo de la Federación, la cámara alta del parlamento ruso, el 6 de noviembre de 2024. El 4 de diciembre, Corea del Norte anunció oficialmente la entrada en vigor del acuerdo militar suscrito con Rusia, después de que ambas partes hayan ratificado el acuerdo. Según la agencia oficial KCNA se trata de un «poderoso» instrumento al servicio de un «mundo multipolar independiente y justo, sin dominación, subyugación o hegemonía».

## Reacciones
Según declaró el secretario general de la OTAN, Jens Stoltenberg, durante una visita a Washington «La visita de Putin a Corea del Norte demuestra y confirma el alineamiento muy estrecho entre Rusia y Estados autoritarios como Corea del Norte, pero también China e Irán. También demuestra que nuestra seguridad no es regional, es global».
El secretario general de la ONU, Antonio Guterres, pidió a Rusia que cumpla con las sanciones impuestas por el Consejo de Seguridad de la ONU contra Corea del Norte. El 28 de junio, a petición de Estados Unidos, Francia, Gran Bretaña, Corea del Sur y Japón, el Consejo de Seguridad de la ONU celebró una reunión sobre la situación en Corea del Norte, durante la cual se discutió la cuestión de la violación de resoluciones.
Un alto funcionario del Ministerio de Asuntos Exteriores de Japón expresó su profunda preocupación por la cooperación técnico-militar entre Moscú y Piongyang.
El Gobierno de Corea del Sur prometió responder resueltamente a cualquier acto que «amenace su seguridad» y criticó la firma del acuerdo entre Rusia y Corea del Norte, que incluye un pacto en cooperación a nivel de tecnología militar, lo que afirmó «viola directamente las resoluciones del Consejo de Seguridad de Naciones Unidas». También aseguró que están considerando la posibilidad de iniciar el suministro de armas a Ucrania. Preguntado sobre esta posibilidad en una rueda de prensa en Vietnam, Putin advirtió de que «Si eso sucede, tomaremos la decisión correspondiente, que probablemente no será del agrado de los actuales dirigentes de Corea del Sur».